# Warujayeng
Warujayeng is een bestuurslaag in het regentschap Nganjuk van de provincie Oost-Java, Indonesië. Warujayeng telt 17.805 inwoners (volkstelling 2010).